# Pizza Colonia
Pizza Colonia è un film del 1991 diretto Klaus Emmerich.
Film mai distribuito in Italia.

## Trama
L'italiano Francesco è in Germania da trent'anni e si è sempre preso cura della famiglia. Gestisce un ristorante a Colonia. Intorno alla sua famiglia e al "ristorante Francesco", arrivano grossi problemi quando sua moglie Severina scopre che Francesco la tradisce da diciotto anni con Hilde.